# Rusca, Caraș-Severin
Rusca este un sat în comuna Teregova din județul Caraș-Severin, Banat, România.

## Legături externe

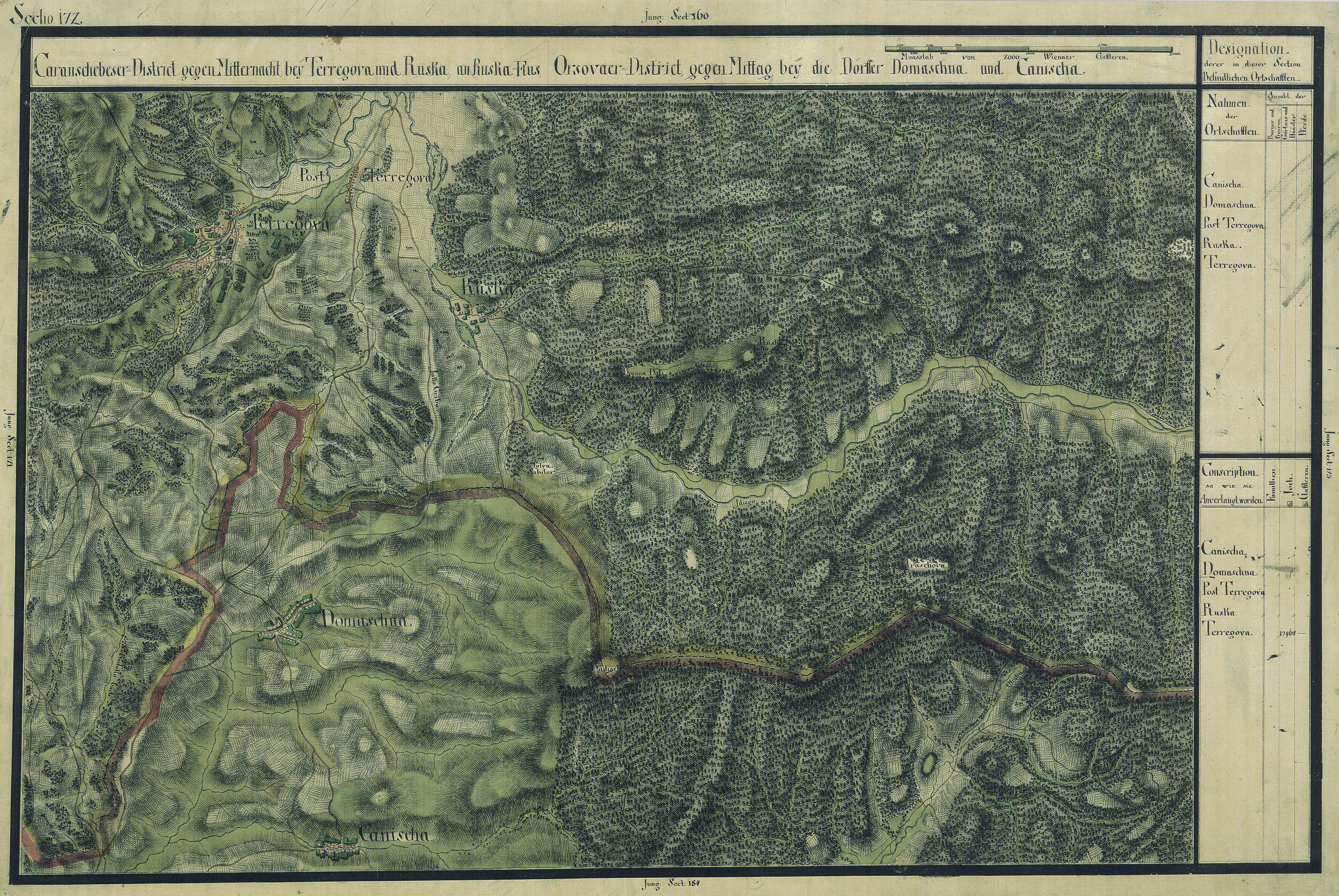
Rusca în Harta Iosefină a Banatului, 1769-72